# Gümmer

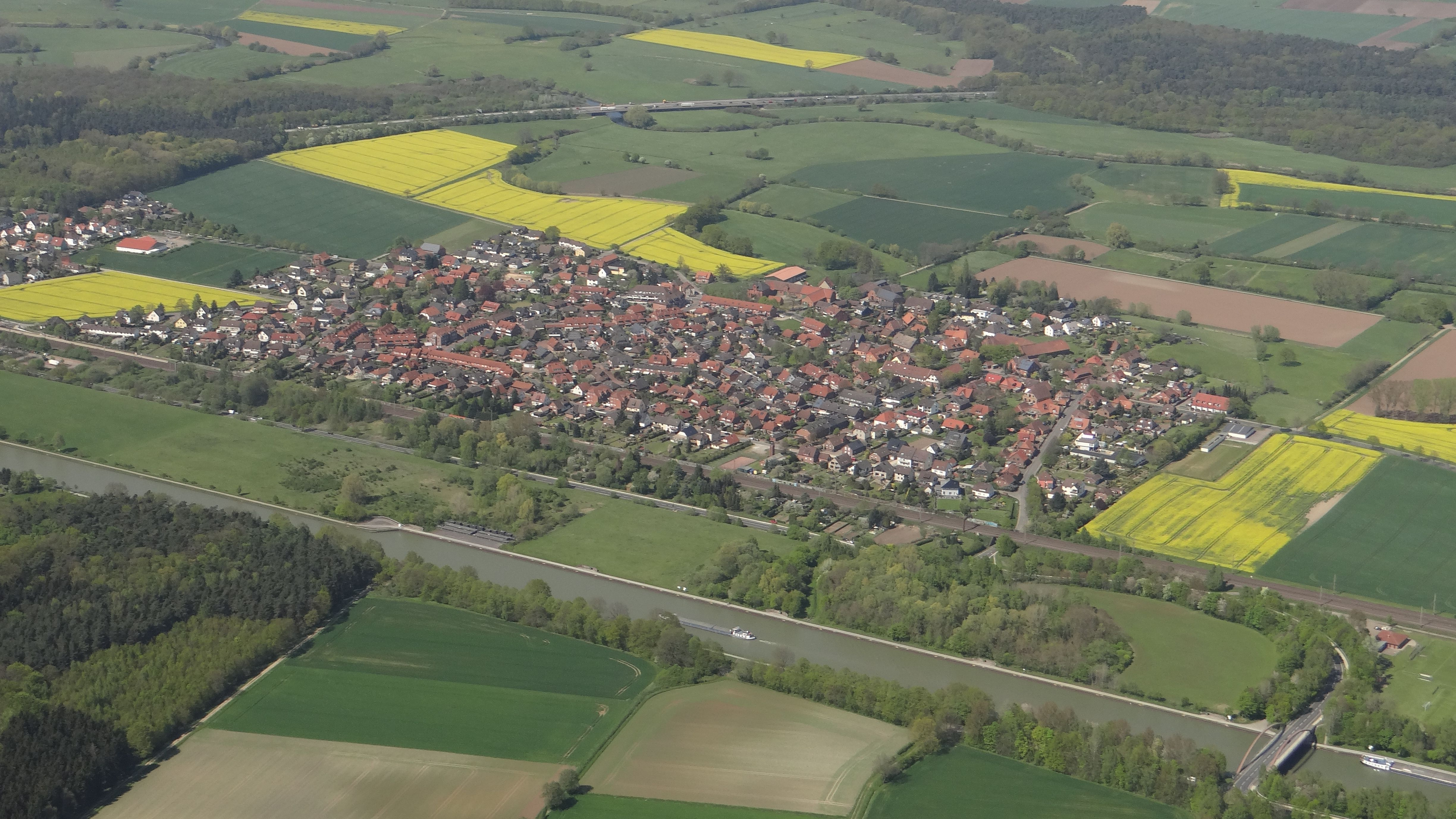
Luftbild, im Vordergrund der Mittellandkanal

Gümmer ist ein Dorf und westlicher Ortsteil der Stadt Seelze in der Region Hannover in Niedersachsen.
Gümmer liegt 17 Kilometer westlich Hannovers, wenige hundert Meter südlich der Leine und direkt nördlich des Mittellandkanals. Nachbarorte sind südwestlich Dedensen und im Osten Lohnde. Westlich und nordwestlich des Ortes verläuft die BAB 2.

## Geschichte

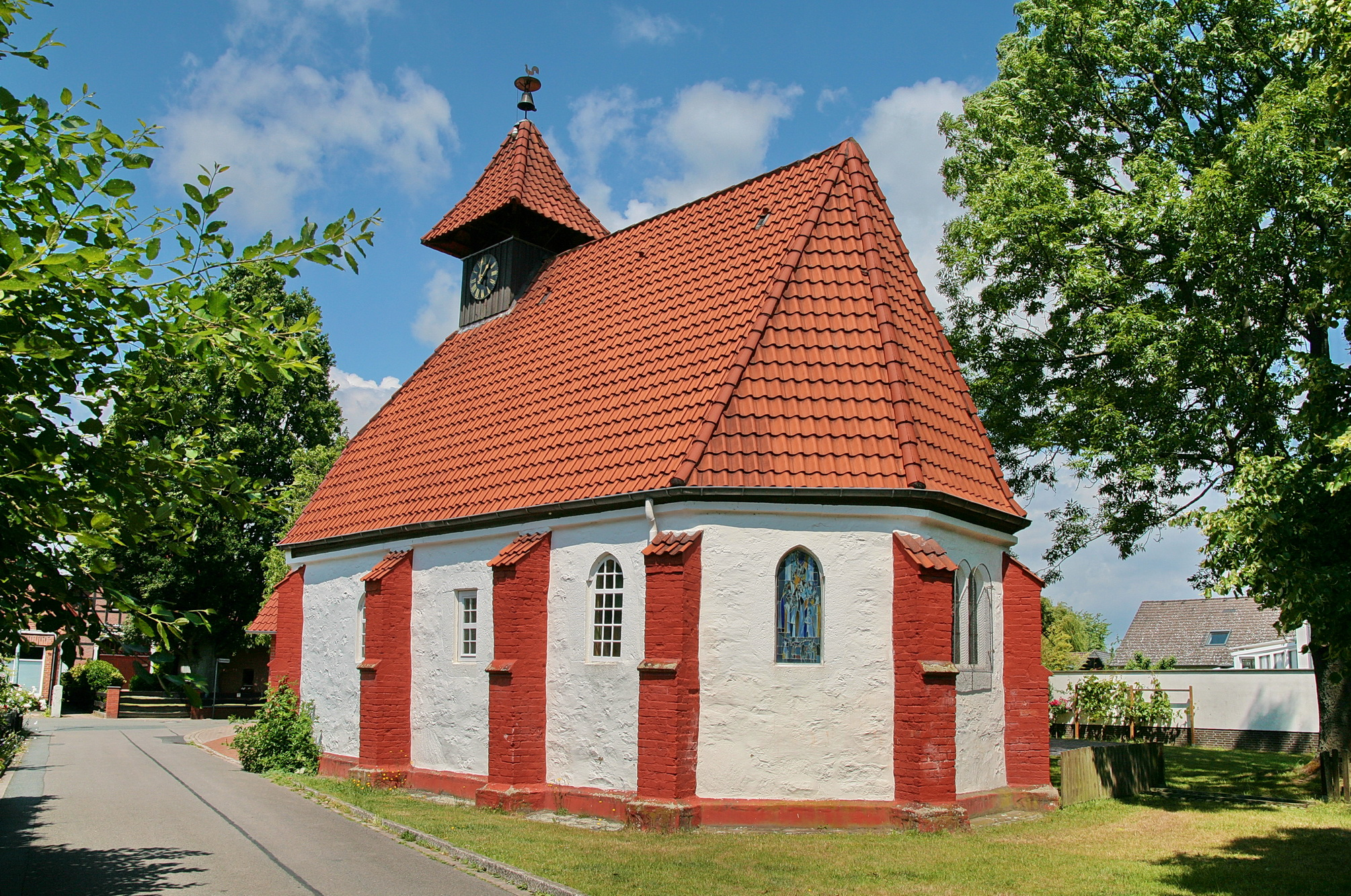
Kapelle von 1508

Die historischen Spuren von Gümmer lassen sich bis in die Bronzezeit zurückverfolgen. Ausgrabungen im nahen Gümmerwald 1975 und auf der zum Dorf gehörenden höchsten Erhebung „Krähenberg“ 2003 erbrachten Erkenntnisse über die Lebensweise der ersten Siedler.
Urkundlich erwähnt wurde Gümmer erstmals als „gummere“ im 12. Jahrhundert. Das älteste Bauwerk des Dorfes ist eine spätgotische Kapelle. Gümmer war eine selbständige Gemeinde, um am 1. März 1974 anlässlich der Gemeindegebietsreform als Ortsteil in die nun neu entstandene Großgemeinde und spätere Stadt Seelze integriert zu werden.
In den 1980er und 1990er Jahren wurde Gümmer durch ein Neubaugebiet inmitten des Ortes vergrößert. Davor wurde dieses Gelände als Ackerland genutzt. In der Nähe des Bahnhofs befindet sich ein großes Feld, welches den Ort teilt und in Zukunft bebaut werden wird.

## Politik
Der Ortsrat von Gümmer setzt sich aus 7 Ratsfrauen und Ratsherren zusammen.
|      | CDU | SPD | Grüne | FDP | Gesamt  |
| 2011 | 3   | 3   | 1     | 0   | 7 Sitze |
| 2016 | 4   | 2   | 1     | 0   | 7 Sitze |
| 2021 | 4   | 2   | 0     | 1   | 7 Sitze |

Stand: Kommunalwahl am 12. September 2021
Ortsbürgermeister ist Christian Schomburg (CDU).
Stellvertretender Bürgermeister ist Klaus Dietrich (SPD)

## Kultur und Sehenswürdigkeiten
Die 1508 erbaute spätgotische Bruchsteinkapelle ist das älteste Gebäude im Ort. Das Baujahr ist über den Türbogen eingemeißelt: X IIIII - V III.

## Wirtschaft und Infrastruktur
Gümmer ist an das S-Bahn-Netz-Hannover angeschlossen und teilt sich den Bahnhof mit Dedensen, ebenfalls einem Stadtteil von Seelze.
| Linie | Verlauf | Takt   |
| ----- | --- | ------ |
| S 1   | Minden (Westf) – Bückeburg – Kirchhorsten – Stadthagen – Lindhorst (Schaumb-Lippe) – Haste (Han) – Wunstorf – Dedensen-Gümmer – Seelze – Letter – Hannover-Leinhausen – Hannover-Nordstadt – Hannover Hbf – Hannover Bismarckstraße – Hannover-Linden/Fischerhof – Hannover-Bornum – Empelde – Ronnenberg – Weetzen – Lemmie – Wennigsen (Deister) – Egestorf (Deister) – Kirchdorf (Deister) – Barsinghausen – Winninghausen – Bantorf – Bad Nenndorf – Haste (Han) Stand: Fahrplanwechsel Juni 2022 | 60 min |
| S 2   | Nienburg (Weser) – Linsburg – Hagen (Han) – Eilvese – Neustadt am Rübenberge – Poggenhagen – Wunstorf – Dedensen-Gümmer – Seelze – Letter – Hannover-Leinhausen – Hannover-Nordstadt – Hannover Hbf – Hannover Bismarckstraße – Hannover-Linden/Fischerhof – Hannover-Bornum – Empelde – Ronnenberg – Weetzen – Lemmie – Wennigsen (Deister) – Egestorf (Deister) – Kirchdorf (Deister) – Barsinghausen – Winninghausen – Bantorf – Bad Nenndorf – Haste (Han) Stand: Fahrplanwechsel Juni 2022       | 60 min |

Zwei Buslinien des Großraum-Verkehrs Hannover bieten von drei Haltestellen aus Fahrmöglichkeiten zu anderen Seelzer Stadtteilen sowie nach Wunstorf und nach Hannover. Die Berufs-, Freizeit- und Personenschifffahrt wird an der Lände Gümmer abgefertigt.